# Monkey Business - Quattro folli in alto mare
Monkey Business - Quattro folli in alto mare (Monkey Business) del 1931 è il terzo film dei fratelli Marx, il primo ad avere un soggetto originale ed essere stato girato ad Hollywood. La regia è stata affidata al debuttante Norman Z. McLeod, futuro regista di Horse Feathers - I fratelli Marx al college nel 1932. In questo film recitano quattro dei fratelli Marx: Groucho, Chico, Harpo e Zeppo.

## Trama
Per sfuggire alle autorità i quattro si imbarcano clandestinamente su un lussuoso transatlantico, nascondendosi nella stiva. A bordo vengono scoperti e dopo una serie di inseguimenti su e giù per la nave finiscono per diventare le guardie del corpo di una banda di gangsters. Allo sbarco la figlia di uno dei gansters viene rapita e toccherà ai fratelli Marx salvare la situazione.

## Produzione
Della sceneggiatura scritta da Perelman e Johnstone, Groucho disse: "Fa schifo". In effetti essa venne progressivamente riscritta dagli stessi fratelli, dal regista MacLeod, dal produttore Mankievicz e da molti altri scrittori e schetchisti come lo zio dei fratelli, Al Shean ed Eddie Cantor. Il film si fonda su due spettacoli teatrali dei nostri, Home again e Mr. Green reception.
In questo film manca la classica spalla femminile Margaret Dumont che, però, riapparirà successivamente.
Il film venne proibito in Irlanda per timore che potesse incoraggiare comportamenti anarchici e quindi riedito con dodici tagli nel 1932.

## Riconoscimenti
Nel 2000 l'American Film Institute ha inserito il film al 73º posto della classifica delle cento migliori commedie americane di tutti i tempi.

## Citazioni e riferimenti
La pellicola viene vista nel suo titolo di testa e in qualche fotogramma e riconosciuta da Jeffrey Goines (Brad Pitt) durante la permanenza del protagonista James Cole (Bruce Willis) nell'ospedale psichiatrico nel film L'esercito delle 12 scimmie.